# Juan Ferrando Fenoll
Juan Ferrando Fenoll (Barcelona, 2 de enero de 1981) es un entrenador de fútbol y comentarista deportivo español. Actualmente dirige al ATK Mohun Bagan FC de la Superliga de India.

## Trayectoria deportiva
Tras varias lesiones como futbolista, a los 18 años se estrenó como entrenador en el Club Esportiu Europa. Apasionado del fútbol, pese a trabajar con deportistas de distintos ámbitos su carrera profesional se ha centrado en el deporte del balón. Ha pasado por la escuela del RCD Espanyol, donde fue coordinador de campus y metodológico (de fitness, fútbol táctico y técnico); hizo el 'Prácticum' en el FC Barcelona B; y entrenó en categorías inferiores al RICOH Premià, al Terrassa CF y al CE Hospitalet, con el que logró la División de Honor.
En la temporada 2012/2013 formó parte del cuerpo técnico del Málaga CF como Entrenador de Juveniles, ganando la Liga Nacional Grupo X cuando aún quedaban 6 partidos para el fin de temporada y como equipo más goleador y menos goleado de esta categoría. 
A mediados de junio de 2013 empezó a entrenar al Sheriff Tiraspol , ganador de la primera división moldava, con el que levantó su primer título: la Supercopa Moldava. Con este equipo también consiguió un histórico 0-5 en el campo del Sutjeska que llevó a los moldavos por primera vez a disputar la tercera ronda de previa de la Champions League. Con la victoria frente a la FC Vojvodina consiguió que el FC Sheriff entrara, por segunda vez en su historia, en la UEFA Europa League (grupo K). En el grupo jugaron contra Tottenham, Anzhi y Tromsø, quedando clasificados en tercer lugar, con 6 puntos, a 2 puntos de pasar a la siguiente fase. El 13 de diciembre de 2013 abandona el club.  Archivado el 22 de julio de 2021 en Wayback Machine.
Hace años que colabora con deportistas de élite en el Centre d'Alt Rendiment (CAR) de Sant Cugat. Experto en aplicar nuevas tecnología de entrenamiento al deporte (Smartcoach, Chronojump, Soccer Playbook & Eric 2.0), en su trayectoria ha tenido el placer de trabajar como entrenador, analista, coaching staff y preparador físico en España, Italia, el Reino Unido y Canadá, en clubs como el Arsenal y Brighton & Hove, y con jugadores de la talla de Cesc Fàbregas, Robin van Persie, Àngel Rangel, Ilie Sánchez y Sergi Gómez, entre otros.
En julio de 2014 ficha por el Ergotelis, de la segunda división griega, pero tras los dos primeros partidos de liga, es cesado de su cargo.
En 2015 la Cultural y Deportiva Leonesa comunica su contratación como nuevo entrenador de la primera plantilla para la temporada 2015-2016. Acabó la temporada en el puesto 7/20.
En el 2017, el Linares Deportivo confió en Ferrando para las últimas jornadas de liga 2016/17, aunque el técnico poco pudo hacer para evitar el descenso del equipo al tener pocas jornadas por delante. La confianza de la directiva se ratificó cuando al final de la liga volvió a contar con Ferrando, esta vez como mánager de la entidad azulilla. Sin embargo, poco después el entrenador presentó su dimisión por desacuerdos en la planificación deportiva y dejando un buen sabor de boca entre la mayor parte de la afición linarense.
En verano de 2017, se marchó a Grecia para coger las riendas del Volos NFC en el 2017 en la Tercera División griega y en sólo dos años logró subirlo a la primera División Griega (Superliga griega) con prácticamente la misma plantilla. 
En diciembre de 2019, tuvo que regresar a España por motivos de salud y estar casi 2 meses de baja por culpa de una bacteria que le afectó la visión. Finalmente, en enero de 2020 dimite como entrenador del Volos NFC y el cuadro griego incorpora para su banquillo al técnico español Alberto Gallego Laencuentra, quien se mantendría en el puesto por sólo 2 meses.
El 30 de mayo de 2020, en plena crisis del coronavirus, el FC Goa, equipo de la Superliga de India, anuncia la contratación de Ferrando como entrenador para la siguiente temporada y su participación en la fase de grupos de la Champions League Asiática.
El 20 de diciembre de 2021, deja el FC Goa y firma por el ATK Mohun Bagan FC de la Superliga de India, para sustituir a Antonio López Habas.

## Trayectoria en los banquillos
| Club                                    | País     | Año         |
| --------------------------------------- | -------- | ----------- |
| Club Esportiu Premià (juvenil)          | España   | 2009 - 2010 |
| Terrassa FC (juvenil)                   | España   | 2010 - 2011 |
| Centre d'Esports L'Hospitalet (juvenil) | España   | 2011 - 2012 |
| Málaga CF juvenil B                     | España   | 2012 - 2013 |
| Sheriff Tiraspol                        | Moldavia | 2013 - 2014 |
| Ergotelis FC                            | Grecia   | 2014 - 2015 |
| Cultural y Deportiva Leonesa            | España   | 2015 - 2016 |
| Linares Deportivo                       | España   | 2017        |
| Volos NFC                               | Grecia   | 2017 - 2019 |
| FC Goa                                  | India    | 2020-2021   |
| ATK Mohun Bagan FC                      | India    | 2022-       |

## Trayectoria académica
Licenciado en 'Ciencias de la Actividad Física y el Deporte' por el INEFC - Universidad de Barcelona (UB), se especializació en 'Rendimiento deportivo' mientras ampliaba su formación con cursos sobre 'Trabajo compensatorio en atletas de alto rendimiento' y 'Técnicas posturales (stretching)', entre otros.
Tras obtener los dos títulos de Entrenador Nacional por la Federació Catalana de Fútbol, prosiguió con programas de posgrado sobre 'Nutrición y dietética deportiva' y 'Masaje deportivo'. A estos les siguieron el 'Diploma de Estudios Avanzados' (DAS) y el 'Master en Alto Rendimiento' (DEA) otorgados por el INEFC y el Laboratorio de Fisiología de la UB.
En el 2011, con 30 años, fue nombrado doctor por el Departamento de Medicina de la Universidad de Zaragoza, tras la presentación de su tesis doctoral que le valió el título de PhD en Ciencias del Deporte por su trabajo sobre el 'Effect of body vibration training on the ability to jump (SJ) professional footballers’.
Además, ha participado en numerosos trabajos de investigación, como 'Training methodology through mechanical vibrations'; ‘Inhibition and disinhibition in a handball goalkeeper’; ‘Factors in the psychological field of human performance. Variability and inhibition' y 'Cinematic sequence on elite sportsman'.
Imparte clases en el INEFC y colabora con la Universitat de Barcelona (UB), la Universidad de Alicante y la Universidad de Málaga (UMA), siendo hasta la fecha el contribuyente más joven de la prestigiosa revista 'Journal of Sports Science & Medicine'.
Hace años que colabora con deportistas de élite en el Centre d'Alt Rendiment (CAR) de Sant Cugat. Experto en aplicar nuevas tecnología de entrenamiento al deporte (Smartcoach, Chronojump, Soccer Playbook & Eric 2.0), en su trayectoria ha tenido el placer de trabajar como entrenador, analista, coaching staff y preparador físico en España, Italia, el Reino Unido y Canadá, en clubs como el Arsenal y Brighton & Hove, y con jugadores de la talla de Cesc Fàbregas, Robin van Persie, Àngel Rangel, Ilie Sánchez y Sergi Gómez, entre otros.

## Premios y reconocimientos
Su trayectoria académica y profesional le ha merecido galardones como el 'Research Aptitude Award' de los británicos Laboratories Moore (2011) y el 'Investigation and Research Recognition of the Institution' de la Universitat de Barcelona (2012).
La Real Federación Española de Fútbol (RFEF) le otorgó el Premio Ramón Cobo por su temporada como entrenador 2015/16.
En enero de 2020 la Federación Griega de Fútbol le otorgó el Premio al Mejor Entrenador por su temporada 2018/19 en el Volos, equipo al que llevó de 3.ª división a 1.ª división (Superliga) en dos ascensos consecutivos.

## Palmarés

### Campeonatos nacionales
| Título             | Club               | País  | Año     |
| ------------------ | ------------------ | ----- | ------- |
| Superliga de India | ATK Mohun Bagan FC | India | 2022-23 |

Durand Cup - FC Goa - India 2021/22
Durand Cup - Mohun Bagan Super Giants - India 2023/24